# 1652
Il 1652 (MDCLII in numeri romani) è un anno bisestile del XVII secolo.

## Eventi
- Silvius Nimrod, duca di Württemberg-Oels, fonda l'Ordine della testa di Morto.
- 6 aprile – Il colonizzatore olandese Jan van Riebeeck fonda la futura Città del Capo.
- 18 maggio – Il Rhode Island è il primo stato del Nord America a rendere illegale la schiavitù.
- 19 maggio – La Prima guerra anglo-olandese si apre con una battaglia (Battaglia di Goodwin Sands) combattuta nella canale di Dover tra l'ammiraglio Maarten Harpertszoon Tromp, al comando di 42 navi olandesi, contro 21 vascelli inglesi divisi in due squadroni, uno al comando di Robert Blake e l'altro sotto la guida di Nehemiah Bourne.
- 30 giugno – Traslazione delle reliquie di San Donato da Euskirchen a Münstereifel.
- 26 agosto – Battaglia di Plymouth - Nel corso della Prima guerra anglo-olandese, la flotta olandese riuscì a respingere l'assalto della flotta inglese e a contrattaccare, infliggendo forti perdite al nemico.
- 28 settembre – Battaglia di Kentish Knock - Nel corso della Prima guerra anglo-olandese, la flotta olandese viene sconfitta dalla flotta inglese nel Mare del Nord, a una trentina di chilometri a est della foce del Tamigi ed è costretta a ritirarsi.

## Nati

### Gennaio
- 2 gennaio - Michel Chamillart, politico e nobile francese († 1721)
- 6 gennaio - Giovanni Sigismondo Vasa, principe polacco († 1652)
- 7 gennaio - Pavao Ritter Vitezović, scrittore, storico e poeta croato († 1713)
- 8 gennaio - Wilhelm Homberg, chimico e medico olandese († 1715)
- 11 gennaio - Eugenio Alessandro di Thurn und Taxis, conte († 1714)
- 13 gennaio - Henry Booth, I conte di Warrington, militare e politico inglese († 1694)
- 16 gennaio - Anthony Ashley-Cooper, II conte di Shaftesbury, politico inglese († 1699)
- 17 gennaio - Claude Guy Hallé, pittore francese († 1736)
- 24 gennaio - Nicolas Chalon du Blé d'Uxelless, generale e diplomatico francese († 1730)

### Febbraio
- 6 febbraio - Francesco Pignatelli, cardinale e arcivescovo cattolico italiano († 1734)
- 13 febbraio - Augusto di Schleswig-Holstein-Sonderburg-Beck, nobiluomo tedesco († 1689)
- 13 febbraio - Anton Domenico Gabbiani, pittore italiano († 1726)
- 13 febbraio - Johann Philipp von Greiffenclau zu Vollraths, vescovo cattolico tedesco († 1719)
- 14 febbraio - Camille d'Hostun, generale e nobile francese († 1728)

### Marzo
- 3 marzo - Thomas Otway, drammaturgo inglese († 1685)
- 10 marzo - Ambrosio Bembo, viaggiatore italiano († 1705)
- 14 marzo - Benedetta Enrichetta del Palatinato, duchessa francese († 1730)

### Aprile
- 7 aprile - Papa Clemente XII, papa, vescovo cattolico e cardinale italiano († 1740)
- 9 aprile - Cristiano Ulrico I di Württemberg-Oels, generale prussiano († 1704)
- 20 aprile - Foresto d'Este, militare italiano († 1725)
- 21 aprile - Michel Rolle, matematico francese († 1719)
- 25 aprile - Giovan Battista Foggini, scultore e architetto italiano († 1725)
- 28 aprile - Maddalena Sibilla d'Assia-Darmstadt, nobile tedesca († 1712)

### Maggio
- 5 maggio - Boris Petrovič Šeremetev, generale russo († 1719)
- 11 maggio - Giovanni Filippo d'Arco, militare italiano († 1704)
- 12 maggio - Conrad Max Süßner, scultore tedesco
- 15 maggio - Giacomo Boncompagni, cardinale e arcivescovo cattolico italiano († 1731)
- 23 maggio - Ferdinando Guglielmo Eusebio di Schwarzenberg, principe († 1703)
- 25 maggio - Johann Philipp von Lamberg, cardinale e vescovo cattolico austriaco († 1712)
- 27 maggio - Elisabetta Carlotta del Palatinato, principessa tedesca († 1722)

### Giugno
- 22 giugno - Georg Marcell Haack, pittore tedesco († 1719)
- 26 giugno - Pier Paolo Mastrilli, vescovo cattolico italiano († 1713)

### Luglio
- 29 luglio - Matteo Muscella, vescovo cattolico italiano († 1716)

### Agosto
- 31 agosto - Ferdinando Carlo di Gonzaga-Nevers, duca italiano († 1708)

### Settembre
- 8 settembre - Philip Michael Ellis, vescovo cattolico inglese († 1726)
- 8 settembre - Luisa Roldán, scultrice spagnola († 1706)
- 12 settembre - Federico Carlo di Württemberg-Winnental, duca († 1697)

### Ottobre
- 16 ottobre - Carlo Guglielmo di Anhalt-Zerbst, principe († 1718)
- 27 ottobre - Lorenzo Lorenzini, matematico italiano († 1721)

### Novembre
- 3 novembre - Louis I de Rohan-Chabot, nobile francese († 1727)
- 4 novembre - Marc-René de Voyer de Paulmy, politico francese († 1721)
- 10 novembre - Paolo Francesco Carli, abate, religioso e poeta italiano († 1725)
- 20 novembre - Romanus Weichlein, compositore e violinista austriaco († 1706)
- 26 novembre - Ippolito Neri, poeta italiano († 1709)

### Dicembre
- 9 dicembre - Augustus Quirinus Rivinus, medico e botanico tedesco († 1723)
- 10 dicembre - Marcantonio Chiarini, pittore italiano († 1730)
- 10 dicembre - Federico di Schleswig-Holstein-Sonderburg-Augustenburg, nobiluomo tedesco († 1692)
- 24 dicembre - Tommaso Mattei, architetto italiano († 1726)
- 25 dicembre - Archibald Pitcairne, medico scozzese († 1713)

### Senza giorno specificato
- Vincent d'Abbadie, esploratore francese († 1707)
- Jan van Almeloveen, incisore e disegnatore olandese
- Nicolas Bion, artigiano francese († 1733)
- Jan Brokoff, scultore boemo († 1718)
- Carlo Sigismondo Capece, drammaturgo e librettista italiano († 1728)
- Carlo Andrea Castagnola, religioso e poeta italiano († 1748)
- Cornelis de Bruijn, pittore, scrittore e viaggiatore olandese
- Hanabusa Itchō, pittore giapponese († 1724)
- Pierre Le Pautre, architetto, disegnatore e incisore francese († 1716)
- Stefano Lorenzini, medico, anatomista e ittiologo italiano
- Johann Kaspar Mayr von Baldegg, ufficiale svizzero († 1704)
- Baltacı Mehmed Pascià, politico e militare ottomano († 1712)
- Amanzio Moroncelli, abate e cartografo italiano († 1719)
- Giuseppe Natali, pittore italiano († 1722)
- Tomás Ripoll, religioso francese († 1747)
- Giovanni Stefano Robatto, pittore italiano († 1731)
- Adriana Spilberg, pittrice olandese († 1700)
- Nahum Tate, poeta, librettista e paroliere irlandese († 1715)
- Domenico Tempesti, incisore e pittore italiano († 1718)
- Giuseppe Tomasini, pittore italiano
- Pirro Visconti, I marchese di Borgoratto, nobile e politico italiano († 1725)
- Charles de Ferriol, ambasciatore francese († 1722)

## Morti

### Gennaio
- 5 gennaio - Girolamo Verospi, cardinale e vescovo cattolico italiano (n. 1599)
- 30 gennaio - Georges de La Tour, pittore francese (n. 1593)

### Febbraio
- 17 febbraio - Gregorio Allegri, compositore, presbitero e cantore italiano
- 20 febbraio - Giovanni Sigismondo Vasa, principe polacco (n. 1652)
- 28 febbraio - Carlo III Borromeo, nobile e mecenate italiano (n. 1586)
- 28 febbraio - Elena Cassandra Tarabotti, religiosa e scrittrice italiana (n. 1604)

### Marzo
- 12 marzo - Alessandro Gottifredi, gesuita italiano (n. 1595)
- 31 marzo - Giulio Strozzi, poeta italiano (n. 1583)

### Aprile
- 1º aprile - Giacomo Lomellini, doge (n. 1570)
- 8 aprile - Angelo Caroselli, pittore italiano (n. 1585)
- 15 aprile - Giuseppe, arcivescovo ortodosso russo
- 17 aprile - Henry Howard, XXII conte di Arundel, nobile inglese (n. 1608)
- 19 aprile - Marcello Lante, cardinale e vescovo cattolico italiano (n. 1561)
- 21 aprile - Pietro Della Valle, scrittore italiano (n. 1586)
- 25 aprile - Jean-Pierre Camus, scrittore e vescovo cattolico francese (n. 1584)

### Maggio
- 5 maggio - Michel Le Nobletz, religioso e missionario francese (n. 1577)
- 10 maggio - Jacques Nompar de Caumont, militare francese (n. 1558)
- 26 maggio - Carlo Filiberto I d'Este, nobile (n. 1571)

### Giugno
- 10 giugno - Giovanni Bernardo di Lippe-Detmold, nobile tedesco (n. 1613)
- 18 giugno - Giovanni Casimiro del Palatinato-Zweibrücken-Kleeburg, conte (n. 1589)
- 19 giugno - Louis De Geer, imprenditore belga (n. 1587)
- 19 giugno - Claes Jansz Visscher, editore, incisore e disegnatore olandese (n. 1586)
- 21 giugno - Inigo Jones, architetto, scenografo e costumista britannico (n. 1573)
- 23 giugno - Iacobus Gothofredus, giurista e politico svizzero (n. 1587)
- 25 giugno - Abraham von Franckenberg, mistico tedesco (n. 1593)
- 26 giugno - Jost Fleckenstein, ufficiale svizzero (n. 1588)

### Luglio
- 17 luglio - Edward Sackville, IV conte di Dorset, politico inglese (n. 1591)
- 22 luglio - Jacques Specx, politico e mercante olandese (n. 1585)
- 25 luglio - Bonaventura Peeters il Vecchio, pittore e incisore fiammingo (n. 1614)
- 30 luglio - Carlo Amedeo di Savoia-Nemours, nobile francese (n. 1624)

### Agosto
- 7 agosto - John Smith, filosofo e teologo inglese (n. 1618)
- 9 agosto - Frédéric Maurice de La Tour d'Auvergne, nobile e generale francese (n. 1605)
- 10 agosto - Cornelis van Kittensteyn, incisore e disegnatore olandese (n. 1598)
- 17 agosto - Giovanni Antonio Galli, pittore italiano (n. 1585)
- 18 agosto - Florimond de Beaune, matematico francese (n. 1601)
- 22 agosto - Jacob De la Gardie, generale e politico svedese (n. 1583)
- 28 agosto - Benjamin Gerritsz. Cuyp, pittore olandese (n. 1612)

### Settembre
- 2 settembre - Jusepe de Ribera, pittore spagnolo (n. 1591)
- 6 settembre - Philippe Alegambe, storico belga (n. 1592)
- 12 settembre - Johann von Werth, generale tedesco (n. 1595)
- 16 settembre - Giulio Roma, cardinale e vescovo cattolico italiano (n. 1584)
- 17 settembre - Francisco de Lugo, teologo e gesuita spagnolo (n. 1580)
- 24 settembre - Richard Brome, drammaturgo inglese
- 28 settembre - Felice Contelori, presbitero, storico e bibliotecario italiano (n. 1588)

### Ottobre
- 3 ottobre - Scipione Chiaramonti, astronomo e filosofo italiano (n. 1565)
- 4 ottobre - Rijaluddin Muhammad Shah di Kedah, sultano malese
- 4 ottobre - Pieter Potter, pittore e incisore olandese (n. 1597)
- 8 ottobre - John Greaves, astronomo, matematico e antiquario britannico (n. 1602)
- 22 ottobre - Johannes Bureus, genealogista, antiquario e esoterista svedese (n. 1568)
- 27 ottobre - Enrico di Nassau-Siegen, nobile tedesco (n. 1611)
- 28 ottobre - Pietro Paolo de Rustici, vescovo cattolico italiano (n. 1599)

### Novembre
- 1º novembre - Pieter van Avont, pittore e incisore fiammingo (n. 1600)
- 4 novembre - Jean-Charles della Faille, matematico belga (n. 1597)
- 21 novembre - Jan Brożek, matematico e astronomo polacco (n. 1585)
- 28 novembre - Bartholomeus van Bassen, architetto, pittore e disegnatore olandese (n. 1590)
- 29 novembre - Francesco Angeloni, storico e umanista italiano (n. 1559)

### Dicembre
- 10 dicembre - Matteo Peregrini, filosofo italiano (n. 1595)
- 11 dicembre - Denis Pétau, filosofo, storico e teologo francese (n. 1583)
- 17 dicembre - Filipe de Magalhães, compositore portoghese (n. 1571)
- 23 dicembre - John Cotton, predicatore inglese (n. 1585)

### Senza giorno specificato
- Didier Barra, pittore francese (n. 1590)
- Benjamin Basnage, religioso francese (n. 1580)
- Andries Bicker, politico olandese (n. 1586)
- Jan Both, pittore olandese (n. 1618)
- Brandolino VI Brandolini, condottiero italiano (n. 1611)
- Francesco Canonici, funzionario italiano (n. 1609)
- Chen Hongshou, pittore cinese (n. 1598)
- Giovanni Battista Chiodini, francescano e scrittore italiano
- Johann Cloppenburg, teologo olandese (n. 1592)
- Giovanni Carlo Coppola, vescovo cattolico, poeta e abate italiano (n. 1599)
- Jacob Cuyp, pittore e illustratore olandese (n. 1594)
- László Esterházy, militare e nobile ungherese (n. 1626)
- Bernardino Fernández de Velasco, generale e politico spagnolo (n. 1610)
- Alonso de Figueroa y Córdoba, militare spagnolo
- Pieter de Grebber, pittore olandese (n. 1600)
- Ralph Hopton, I barone Hopton, condottiero inglese (n. 1598)
- Alexander Keirinckx, pittore fiammingo (n. 1600)
- Nicolaes Lauwers, incisore fiammingo (n. 1600)
- Jusepe Leonardo, pittore spagnolo (n. 1601)
- François Levasseur, militare e politico francese
- Ottavio Magnanini, scrittore italiano (n. 1574)
- Clément Metézeau, ingegnere e architetto francese (n. 1581)
- Nicolò Sebregondi, architetto e pittore italiano (n. 1585)
- Gavino Penducho Carta, funzionario spagnolo (n. 1588)
- Dario Pozzo, pittore italiano (n. 1592)
- Antonio Rocco, filosofo e scrittore italiano (n. 1586)
- Bartolomeo Scala, religioso e storico italiano (n. 1571)
- Vilém Slavata, politico ceco (n. 1572)
- Claes Tol, pittore olandese (n. 1628)
- Giuseppe Salinguerra Torelli, nobile italiano (n. 1612)
- Jan Jansz Treck, pittore olandese (n. 1606)
- Abraham Verhoeven, editore e giornalista belga (n. 1575)
- Johann Angelius von Werdenhagen, giurista e filosofo tedesco (n. 1581)
- Richard Weston, agronomo britannico (n. 1591)
- Mary Wroth, poetessa inglese (n. 1586)
- Paolo de Gratiis, vescovo cattolico italiano
- Maurizio del Palatinato, principe tedesco (n. 1620)
- Andries van Eertvelt, pittore fiammingo (n. 1590)

## Calendario
| Calendario 1652 | Calendario 1652 | Calendario 1652 | Calendario 1652 | Calendario 1652 | Calendario 1652 | Calendario 1652 | Calendario 1652 | Calendario 1652 | Calendario 1652 | Calendario 1652 | Calendario 1652 | Calendario 1652 | Calendario 1652 | Calendario 1652 | Calendario 1652 | Calendario 1652 | Calendario 1652 | Calendario 1652 | Calendario 1652 | Calendario 1652 | Calendario 1652 | Calendario 1652 | Calendario 1652 | Calendario 1652 | Calendario 1652 | Calendario 1652 | Calendario 1652 | Calendario 1652 | Calendario 1652 | Calendario 1652 | Calendario 1652 | Calendario 1652 |
| --------------- | --------------- | --------------- | --------------- | --------------- | --------------- | --------------- | --------------- | --------------- | --------------- | --------------- | --------------- | --------------- | --------------- | --------------- | --------------- | --------------- | --------------- | --------------- | --------------- | --------------- | --------------- | --------------- | --------------- | --------------- | --------------- | --------------- | --------------- | --------------- | --------------- | --------------- | --------------- | --------------- |
|                 | 1               | 2               | 3               | 4               | 5               | 6               | 7               | 8               | 9               | 10              | 11              | 12              | 13              | 14              | 15              | 16              | 17              | 18              | 19              | 20              | 21              | 22              | 23              | 24              | 25              | 26              | 27              | 28              | 29              | 30              | 31              |                 |
| Gennaio         | Lu              | Ma              | Me              | Gi              | Ve              | Sa              | Do              | Lu              | Ma              | Me              | Gi              | Ve              | Sa              | Do              | Lu              | Ma              | Me              | Gi              | Ve              | Sa              | Do              | Lu              | Ma              | Me              | Gi              | Ve              | Sa              | Do              | Lu              | Ma              | Me              |                 |
| Febbraio        | Gi              | Ve              | Sa              | Do              | Lu              | Ma              | Me              | Gi              | Ve              | Sa              | Do              | Lu              | Ma              | Me              | Gi              | Ve              | Sa              | Do              | Lu              | Ma              | Me              | Gi              | Ve              | Sa              | Do              | Lu              | Ma              | Me              | Gi              |                 |                 |                 |
| Marzo           | Ve              | Sa              | Do              | Lu              | Ma              | Me              | Gi              | Ve              | Sa              | Do              | Lu              | Ma              | Me              | Gi              | Ve              | Sa              | Do              | Lu              | Ma              | Me              | Gi              | Ve              | Sa              | Do              | Lu              | Ma              | Me              | Gi              | Ve              | Sa              | Do              |                 |
| Aprile          | Lu              | Ma              | Me              | Gi              | Ve              | Sa              | Do              | Lu              | Ma              | Me              | Gi              | Ve              | Sa              | Do              | Lu              | Ma              | Me              | Gi              | Ve              | Sa              | Do              | Lu              | Ma              | Me              | Gi              | Ve              | Sa              | Do              | Lu              | Ma              |                 |                 |
| Maggio          | Me              | Gi              | Ve              | Sa              | Do              | Lu              | Ma              | Me              | Gi              | Ve              | Sa              | Do              | Lu              | Ma              | Me              | Gi              | Ve              | Sa              | Do              | Lu              | Ma              | Me              | Gi              | Ve              | Sa              | Do              | Lu              | Ma              | Me              | Gi              | Ve              |                 |
| Giugno          | Sa              | Do              | Lu              | Ma              | Me              | Gi              | Ve              | Sa              | Do              | Lu              | Ma              | Me              | Gi              | Ve              | Sa              | Do              | Lu              | Ma              | Me              | Gi              | Ve              | Sa              | Do              | Lu              | Ma              | Me              | Gi              | Ve              | Sa              | Do              |                 |                 |
| Luglio          | Lu              | Ma              | Me              | Gi              | Ve              | Sa              | Do              | Lu              | Ma              | Me              | Gi              | Ve              | Sa              | Do              | Lu              | Ma              | Me              | Gi              | Ve              | Sa              | Do              | Lu              | Ma              | Me              | Gi              | Ve              | Sa              | Do              | Lu              | Ma              | Me              |                 |
| Agosto          | Gi              | Ve              | Sa              | Do              | Lu              | Ma              | Me              | Gi              | Ve              | Sa              | Do              | Lu              | Ma              | Me              | Gi              | Ve              | Sa              | Do              | Lu              | Ma              | Me              | Gi              | Ve              | Sa              | Do              | Lu              | Ma              | Me              | Gi              | Ve              | Sa              |                 |
| Settembre       | Do              | Lu              | Ma              | Me              | Gi              | Ve              | Sa              | Do              | Lu              | Ma              | Me              | Gi              | Ve              | Sa              | Do              | Lu              | Ma              | Me              | Gi              | Ve              | Sa              | Do              | Lu              | Ma              | Me              | Gi              | Ve              | Sa              | Do              | Lu              |                 |                 |
| Ottobre         | Ma              | Me              | Gi              | Ve              | Sa              | Do              | Lu              | Ma              | Me              | Gi              | Ve              | Sa              | Do              | Lu              | Ma              | Me              | Gi              | Ve              | Sa              | Do              | Lu              | Ma              | Me              | Gi              | Ve              | Sa              | Do              | Lu              | Ma              | Me              | Gi              |                 |
| Novembre        | Ve              | Sa              | Do              | Lu              | Ma              | Me              | Gi              | Ve              | Sa              | Do              | Lu              | Ma              | Me              | Gi              | Ve              | Sa              | Do              | Lu              | Ma              | Me              | Gi              | Ve              | Sa              | Do              | Lu              | Ma              | Me              | Gi              | Ve              | Sa              |                 |                 |
| Dicembre        | Do              | Lu              | Ma              | Me              | Gi              | Ve              | Sa              | Do              | Lu              | Ma              | Me              | Gi              | Ve              | Sa              | Do              | Lu              | Ma              | Me              | Gi              | Ve              | Sa              | Do              | Lu              | Ma              | Me              | Gi              | Ve              | Sa              | Do              | Lu              | Ma              |                 |